# 극장판 스마일 프리큐어! 그림책 속은 모두 뒤죽박죽!
《극장판 스마일 프리큐어! 그림책 속은 모두 뒤죽박죽!》(일본어: 映画 スマイルプリキュア! 絵本の中はみんなチグハグ!)는 스마일 프리큐어!의 극장판 애니메이션. 2012년 10월 27일 공개.

## 참고 자료
- “映画スマイルプリキュア！ 絵本の中はみんなチグハグ！ 公式サイト 東映アニメーション”. 2021년 9월 5일에 확인함.